# Szakály, Tolna
Szakály  este un sat în districtul Tamás, județul Tolna, Ungaria, având o populație de 1.444 de locuitori (2011). 

## Demografie
Componența etnică a satului Szakály
     Maghiari (95,16%)
     Romi (2,66%)
     Germani (2,18%)
Componența confesională a satului Szakály
     Fără religie (8,66%)
     Reformați (3,32%)
     Atei (1,04%)
     Necunoscută (86,29%)
     Luterani (0,69%)
     Alte religii (0,69%)
Conform recensământului din 2011, satul Szakály avea 1.444 de locuitori. Din punct de vedere etnic, majoritatea locuitorilor (95,16%) erau maghiari, existând și minorități de romi (2,66%) și germani (2,18%). Nu există o religie majoritară, locuitorii fiind persoane fără religie (8,66%), reformați (3,32%) și atei (1,04%). Pentru 86,29% din locuitori nu este cunoscută apartenența confesională.